# Michael Jamieson
Michael Jamieson (Glasgow, 5 de agosto de 1988) é um nadador britânico.
Nos Jogos Olímpicos de Londres 2012, ficou em 9º nos 100 metros peito, e se classificou para a final dos 200 metros peito.